# Paczoskia meridionalis
Paczoskia meridionalis är en insektsart. Paczoskia meridionalis ingår i släktet Paczoskia och familjen långrörsbladlöss. Inga underarter finns listade i Catalogue of Life.